# 大衆伝道者
大衆伝道者（たいしゅうでんどうしゃ）は、プロテスタントを中心としたキリスト教会もしくは一般の大人数収容可能な施設で、大規模な伝道集会を開いたりする伝道活動の時に、講壇に立って説教や招きをする説教者ことである。大挙伝道者とも言う。
キリスト教の歴史のなかでは、歴史の曲がり角では盛んに、キリスト教会の活性化を目的として、大衆伝道が行われ宣教活動が推進されてきた（二十世紀大挙伝道など）。
大衆伝道者は福音的なプロテスタント教会の現役の牧師や伝道者など（滝元明など）が多い。また、大衆伝道を専門とする大衆伝道者（本田弘慈など）もいる。
プロテスタントの教会の中で聖書信仰を持つ教会が協力して大規模な伝道集会を行い、罪と悔い改めを単純な迫る説教が多く、大衆伝道者は説教の後に講壇の上から回心の決心者を募るいわゆる招きをし、聴衆の一人一人が決心することを促すことが一般化している。この招きはチャールズ・フィニーからはじまったと言われる。
また、最近は集会後にカウンセリングとフォローアップが行われて、招きの時に信仰を決心した者を確実にキリスト教会に定着させることを目的としていることが一般的である。

## 主な大挙伝道者
- チャールズ・フィニー
- ドワイト・ムーディー
- ビリー・グラハム
- 中田重治
- 賀川豊彦
- 本田弘慈
- 滝元明
- 有賀喜一